# Lista dos condes de Angolema
Condado de Angolema (Angoulême) no oeste da França, era parte do Império Carolíngio, como o reino da Aquitânia. O condado tornou-se independente ainda quando sob controle dos sucessores de Carlos Magno, e não foi reunido sob o controle da coroa francesa até 1307. Pelos termos do Tratado de Brétigny, de 1360, o Angoumois, então governado pelos condes de Angolema, foi cedido como território Inglês a Eduardo III da Inglaterra. Em 1371, tornou-se um feudo dos duques de Berry, uma nova linhagem da família real francesa. Quando Francisco I, anteriormente um conde de Angolema, tornou-se rei em 1515, o Angoumois foi definitivamente incorporado à coroa francesa, como um ducado.

## Condes de Angolema

### Primeiros condes

Brasão dos condes de Angolema

- 839–863 : Turpion
- 863–866 : Émenon

### Casa de Taillifer
- 866–886 : Vulgrino I
- 886–916 : Audoíno I
- 916–962 : Guilherme I
- 962–975 : Arnaldo I
- 975–987 : Arnaldo II
- 987–1028 : Guilherme II
- 1028–1032 : Audoíno II
- 1032–1048 : Godofredo
- 1048–1089 : Fulco
- 1089–1118 : Guilherme III
- 1118–1140 : Vulgrino II
- 1140–1179 : Guilherme IV
- 1179–1181 : Vulgrino III
- 1181–1186 : Guilherme V
- 1186–1202 : Aymer
- 1202–1246 : Isabel

### Casa de Lusinhão
- 1218–1249 : Hugo I
- 1249–1260 : Hugo II
- 1260–1282 : Hugo III
- 1282–1303 : Hugo IV
- 1303–1308 : Guido

Brasão dos Senhores de Lusinhão

- 1308–1317 : Torna-se parte da Aquitânia
- 1317–1328 : sob o domínio da Coroa Francesa

### Propriedade Real
- 1328–1349 : Joana II em conjunto com o esposo

### Casa de Évreux
- - 1328–1343 : Filipe III

### Casa de la Cerda
- 1350–1354 : Carlos de la Cerda

### Casa de Berry
- 1356–1374 : João I

### Casa de Valois-Angolema
- 1404–1407 : Luís I, duque de Orleães
- 1407–1467 : João II
- 1467–1496 : Carlos
- 1496–1515 : Francisco I, rei de França

## Duques de Angolema

Brasão de armas dos condes de Angolema e de Valois-Orleães

### Casa de Valois
- 1515–1531 : Luísa
- 1531-1540 : sob o domínio da Coroa Francesa
- 1540–1545 : Carlos
- 1545-1551 : sob o domínio da Coroa Francesa
- 1551–1574 : Henrique
- 1574–1582 : Henrique
- 1582–1619 : Diana
- 1619–1650 : Carlos
- 1650–1653 : Luís Manuel
- 1653–1696 : Maria Francisca
  - 1653–1654 : Luís II
- 1654-1675 : sob o domínio da Coroa Francesa
- 1675–1696 : Isabel Margarida de Orleães
- 1696-1710 : sob o domínio da Coroa Francesa
- 1710–1714 : Carlos de França (1686–1714),
- 1714-1773 : sob o domínio da Coroa Francesa
- 1773–1836 : Carlos Filipe de França

### Título de duque de Angolema
- 1836–1844 : Luís Antônio de Artois, filho mais velho do Conde de Artois, ele recebeu o título de Duque de Angolema, mas não o senhorio do ducado de Angolema. É intitulado duque de Angolema, até 1824, quando ele se tornou herdeiro da adesão de seu pai, que se tornou Carlos X

- 1844-1968 : sob o domínio da Coroa Francesa

### Título de cortesia
- 1968-???? : Eudes Teobaldo Maria José de Orleães, terceiro filho de Henrique de Orleães (1933-????) e de Maria Teresa de Vurtemberga (1933-????). Eudes detém os títulos de duque da França e Conde de Paris e um Orleanista pretendente. Ele recebeu o título de conde de Paris, do seu avô. Como nesta concessão não são atribuídas as funções de chefe de estado, o título tem apenas o caráter figurativo.

Casado em 19 de Junho de 1999 com Marie-Claude Liesse Anne Rolande de Rohan-Chabot, com quem tem dois filhos: Isabel Maria Teresa Leonor de Orleães, nascida em (23 de Abril de 2001, em Cannes); João Pedro Maria de Orleães, nascido em 6 de Agosto de 2003, em Cannes.
- O título de conde é dado como cortesia à família Pillet, por Luís XV, em reconhecimento pelos serviços prestados à Coroa.